# Newton (Blake)
Pour les articles homonymes, voir Newton.

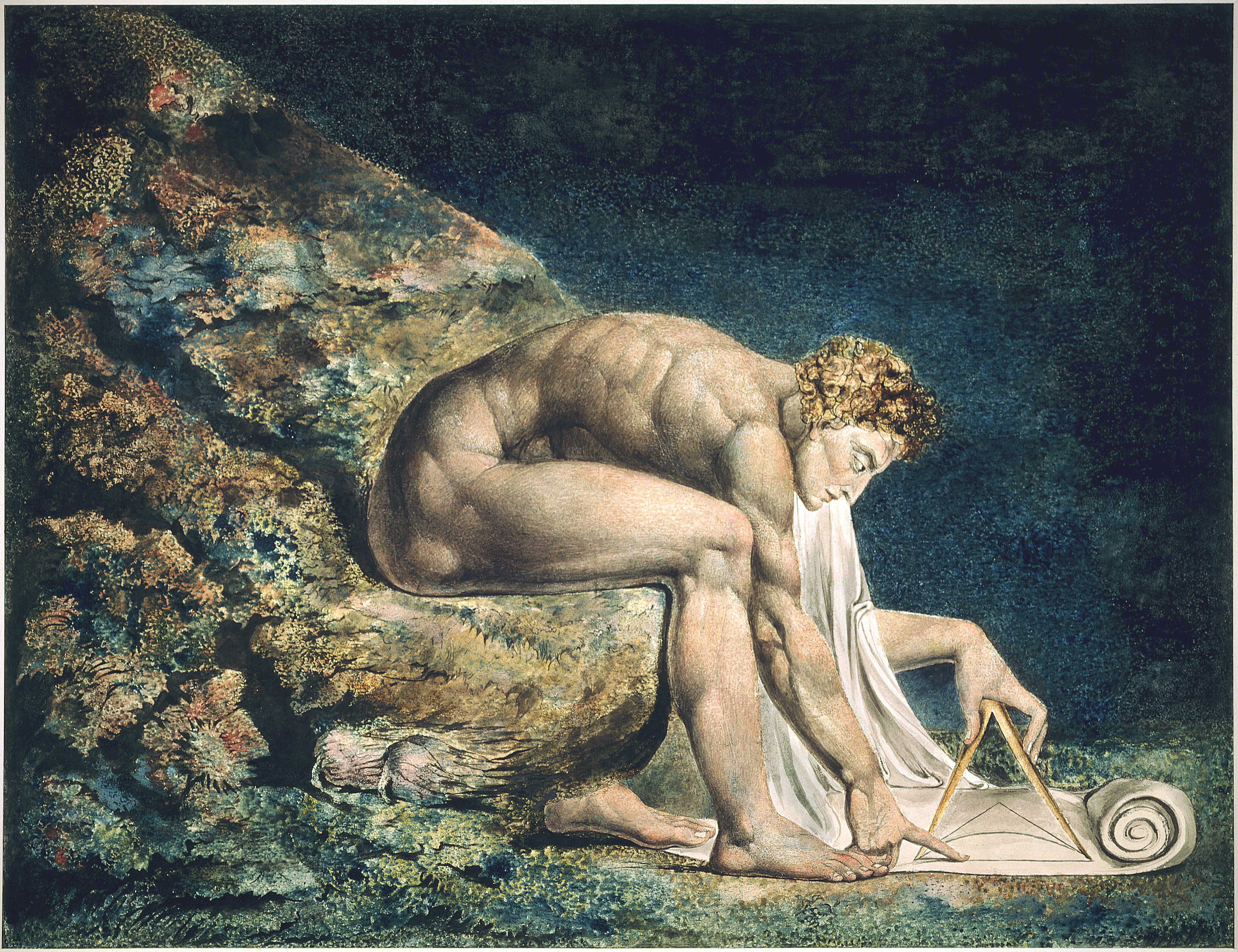
Newton (1795–1805). Collection Tate Britain.

Newton est un monotype du poète, peintre et graveur anglais William Blake achevé en 1795, mais retravaillé et réimprimé en 1805. C'est l'un des 12 "Large Color Prints" ou "Large Color Printed Drawings" créés entre 1795 et 1805, qui incluent également sa série d'images sur le souverain biblique Nabuchodonosor.

## Description
Isaac Newton est représenté assis nu et accroupi sur un affleurement rocheux couvert d'algues, apparemment au fond de la mer. Son attention est focalisée sur des schémas qu'il dessine au compas sur un rouleau. Le compas est une version réduite de celle détenue par Urizen dans Le Grand Architecte (The Ancient of Days) de Blake.
L'opposition de Blake aux Lumières est profondément enracinée. Dans son annotation à sa propre gravure du personnage classique Laocoon, Blake a écrit "L'art est l'arbre de vie. La science est l'arbre de la mort". La théorie de l'optique de Newton était particulièrement offensante pour Blake, qui faisait une distinction claire entre la vision de « l'œil végétatif » et la vision spirituelle. La vision déiste de Dieu en tant que créateur distant qui ne jouait aucun rôle dans les affaires quotidiennes était un anathème pour Blake, qui prétendait avoir régulièrement des visions de nature spirituelle. Il oppose sa « vision quadruple » à la « vision unique » de Newton, dont il qualifie la « religion naturelle » du matérialisme scientifique de stérile.

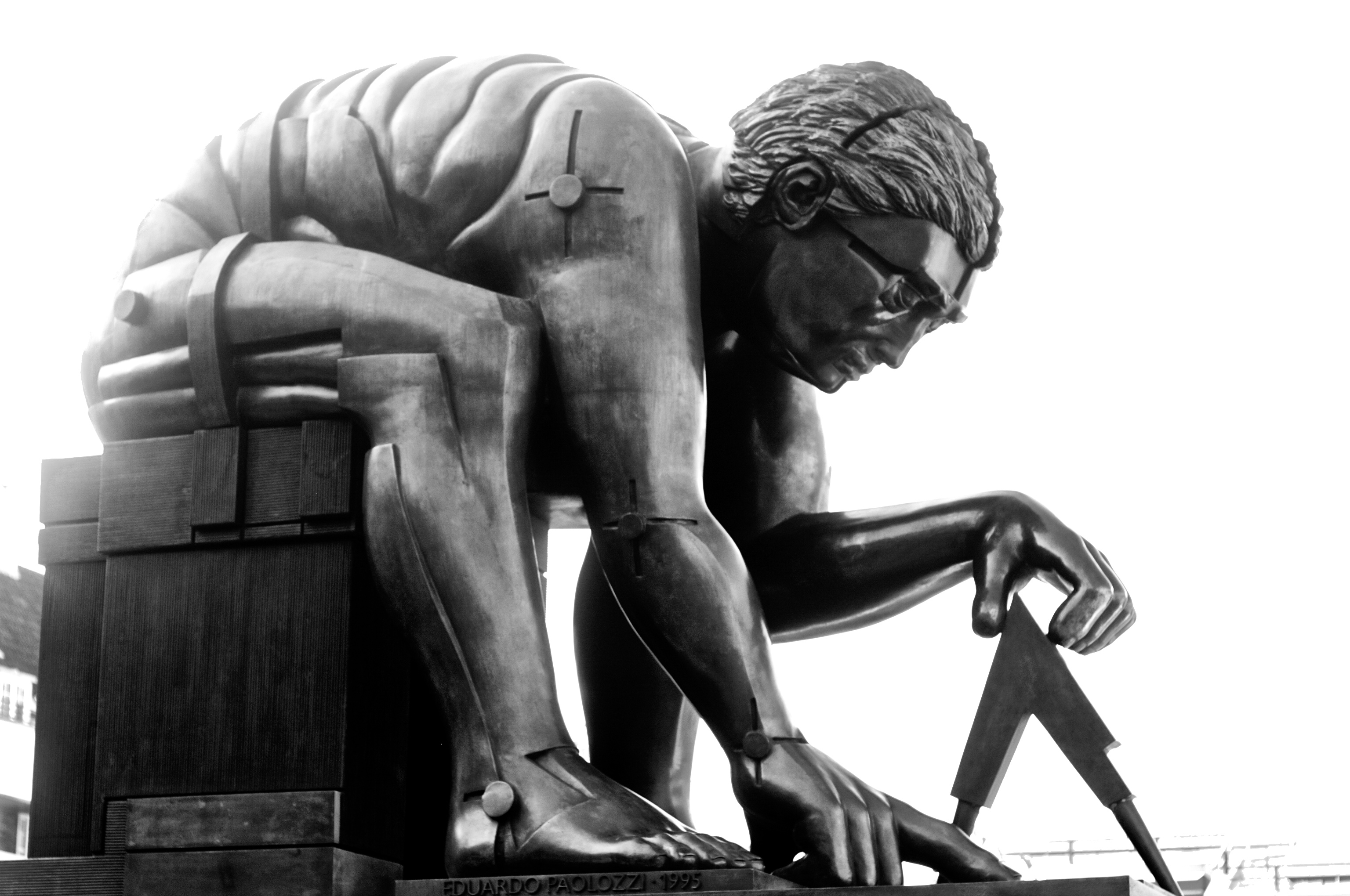
Newton (1995), statue en bronze de Paolozzi érigée sur le parvis de la British Library.

Newton a été incorporé dans la trinité infernale de Blake avec les philosophes Francis Bacon et John Locke.
L'estampe de Blake servira de base à la sculpture en bronze d'Eduardo Paolozzi, Newton, d'après William Blake (en) (1995), placée sur la parvis de la British Library.